# كسوف الشمس 13 يوليو 2037
سيحدث كسوف كلي للشمس في 13 يوليو 2037. يحدث كسوف الشمس عندما يمر القمر بين الأرض والشمس ، وبالتالي يحجب صورة الشمس كليًا أو جزئيًا عن مشاهد على الأرض. يحدث الكسوف الكلي للشمس عندما يكون القطر الظاهري للقمر أكبر من قطر الشمس ، مما يحجب كل ضوء الشمس المباشر ، ويحول النهار إلى ظلام. تحدث الكلية في مسار ضيق عبر سطح الأرض ، مع كسوف جزئي للشمس مرئي فوق المنطقة المحيطة بعرض آلاف الكيلومترات. ستمر الكلية عبر وسط بريسبان وجولد كوست .

## الصور
مسار متحرك

## الخسوفات ذات الصلة

### كسوف الشمس 2036-2039
هذا الكسوف هو جزء من سلسلة كسوف الشمس 2036-2039. يتكرر الكسوف في كل 177 يومًا تقريبًا و 4 ساعات في العقد المتناوبة من مدار القمر.
ملحوظة: كسوف جزئي للشمس في 27 فبراير 2036 و 21 أغسطس 2036 يحدث في مجموعة خسوف السنة القمرية السابقة.
| مجموعات سلسلة كسوف الشمس من 2036 إلى 2039 | مجموعات سلسلة كسوف الشمس من 2036 إلى 2039 | مجموعات سلسلة كسوف الشمس من 2036 إلى 2039 | مجموعات سلسلة كسوف الشمس من 2036 إلى 2039 | مجموعات سلسلة كسوف الشمس من 2036 إلى 2039 |
| ----------------------------------------- | ----------------------------------------- | ----------------------------------------- | ----------------------------------------- | ----------------------------------------- |
| عقدة تصاعدية                              | عقدة تصاعدية                              |                                           | عقدة تنازلية                              | عقدة تنازلية                              |
| 117                                       | يوليو23, 2036 جزئي                        | 122                                       | كسوف الشمس 16 يناير 2037 جزئي             |                                           |
| 127                                       | يوليو13, 2037 كلي                         | 132                                       | كسوف الشمس 5 يناير 2038 حلقي              |                                           |
| 137                                       | يوليو2, 2038 حلقي                         | 142                                       | ديسمبر26, 2038 كلي                        |                                           |
| 147                                       | يونيو21, 2039 حلقي                        | 152                                       | ديسمبر15, 2039 كلي                        |                                           |

### ساروس 127
وهي جزء من دورة ساروس 127 تتكرر كل 18 سنة و 11 يوماً وتحتوي على 82 حدثاً.
- بدأت السلسلة بكسوف جزئي للشمس في 10 أكتوبر 991 م.
- يحتوي على خسوفات كاملة من 14 مايو 1352 حتى 15 أغسطس 2091.
- لا توجد خسوف حلقي في هذه السلسلة.
- تنتهي السلسلة عند العضو 82 ككسوف جزئي في 21 مارس 2452.

وكانت أطول مدة للمجموعة الكلية هي 5 دقائق و 40 ثانية في 30 أغسطس 1532.
تحدث جميع الكسوفات في هذه السلسلة عند العقدة الصاعدة للقمر.
| تحدث أعضاء السلسلة 52-68 بين عامي 1901 و 2200 | تحدث أعضاء السلسلة 52-68 بين عامي 1901 و 2200 | تحدث أعضاء السلسلة 52-68 بين عامي 1901 و 2200 |
| 52                                            | 53                                            | 54                                            |
| --------------------------------------------- | --------------------------------------------- | --------------------------------------------- |
| أبريل 28, 1911 ‏                               | مايو9, 1929 ‏                                  | مايو20, 1947 ‏                                 |
| 55                                            | 56                                            | 57                                            |
| مايو30, 1965 ‏                                 | يونيو11, 1983 ‏                                | يونيو21, 2001                                 |
| 58                                            | 59                                            | 60                                            |
| يوليو2, 2019                                  | يوليو13, 2037                                 | يوليو24, 2055                                 |
| 61                                            | 62                                            | 63                                            |
| أغسطس3, 2073                                  | أغسطس15, 2091                                 | أغسطس26, 2109 (جزئي)                          |
| 64                                            | 65                                            | 66                                            |
| سبتمبر6, 2127 (جزئي                           | سبتمبر16, 2145 (جزئي)                         | سبتمبر28, 2163 (جزئي)                         |
| 67                                            | 68                                            |                                               |
| أكتوبر8, 2181 (جزئي)                          | أكتوبر19, 2199 (جزئي)                         |                                               |

### سلسلة ميتونيك
تتكرر السلسلة ميتونيك كل 19 عامًا (6939.69 يومًا) ، وتستمر حوالي 5 دورات. يحدث الكسوف في نفس تاريخ التقويم تقريبًا. بالإضافة إلى ذلك ، تتكرر سلسلة أكتون الفرعية 1/5 من ذلك أو كل 3.8 سنوات (1387.94 يومًا). تحدث جميع الكسوفات في هذا الجدول عند العقدة الصاعدة للقمر.
| 21 حدثًا من أحداث الكسوف ، تتقدم من الجنوب إلى الشمال بين 13 يوليو 2018 و 12 يوليو 2094 | 21 حدثًا من أحداث الكسوف ، تتقدم من الجنوب إلى الشمال بين 13 يوليو 2018 و 12 يوليو 2094 | 21 حدثًا من أحداث الكسوف ، تتقدم من الجنوب إلى الشمال بين 13 يوليو 2018 و 12 يوليو 2094 | 21 حدثًا من أحداث الكسوف ، تتقدم من الجنوب إلى الشمال بين 13 يوليو 2018 و 12 يوليو 2094 | 21 حدثًا من أحداث الكسوف ، تتقدم من الجنوب إلى الشمال بين 13 يوليو 2018 و 12 يوليو 2094 |
| 12-13 يوليو                                                                            | 30 أبريل - 1 مايو                                                                      | من 16 إلى 17 فبراير                                                                    | 5-6 ديسمبر                                                                             | من 22 إلى 23 سبتمبر                                                                    |
| 117                                                                                    | 119                                                                                    | 121                                                                                    | 123                                                                                    | 125                                                                                    |
| -------------------------------------------------------------------------------------- | -------------------------------------------------------------------------------------- | -------------------------------------------------------------------------------------- | -------------------------------------------------------------------------------------- | -------------------------------------------------------------------------------------- |
| </img> </br> 13 يوليو 2018                                                             | </img> </br> 30 أبريل 2022                                                             | </img> </br> 17 فبراير 2026                                                            | </img> </br> 5 ديسمبر 2029                                                             | </img> </br> 23 سبتمبر 2033                                                            |
| 127                                                                                    | 129                                                                                    | 131                                                                                    | 133                                                                                    | 135                                                                                    |
| </img> </br> 13 يوليو 2037                                                             | </img> </br> 30 أبريل 2041                                                             | </img> </br> 16 فبراير 2045                                                            | </img> </br> 5 ديسمبر 2048                                                             | </img> </br> 22 سبتمبر 2052                                                            |
| 137                                                                                    | 139                                                                                    | 141                                                                                    | 143                                                                                    | 145                                                                                    |
| </img> </br> 12 يوليو 2056                                                             | </img> </br> 30 أبريل 2060                                                             | </img> </br> 17 فبراير 2064                                                            | </img> </br> 6 ديسمبر 2067                                                             | </img> </br> 23 سبتمبر 2071                                                            |
| 147                                                                                    | 149                                                                                    | 151                                                                                    | 153                                                                                    | 155                                                                                    |
| </img> </br> 13 يوليو 2075                                                             | </img> </br> 1 مايو 2079                                                               | </img> </br> 16 فبراير 2083                                                            | </img> </br> 6 ديسمبر 2086                                                             | </img> </br> 23 سبتمبر 2090                                                            |
| 157                                                                                    |                                                                                        |                                                                                        |                                                                                        |                                                                                        |
| </img> </br> 12 يوليو 2094                                                             |                                                                                        |                                                                                        |                                                                                        |                                                                                        |

### سلسلة اينكس
هذا الكسوف هو جزء من دورة اينكس طويلة الأمد ، يتكرر عند العقد المتناوبة ، كل 358 شهرًا سينوديًا (≈ 10571.95 يومًا ، أو 29 عامًا ناقص 20 يومًا).
مظهرها وخط طولها غير منتظمين بسبب عدم التزامن مع الشهر غير الطبيعي (فترة الحضيض). ومع ذلك ، فإن مجموعات 3 دورات اينكس (87 سنة ناقص شهرين) تقترب (≈ 1،151.02 شهرًا غير طبيعي) ، لذا فإن الكسوف متشابه في هذه المجموعات.
| أعضاء سلسلة اينكس بين عامي 1901 و 2100: | أعضاء سلسلة اينكس بين عامي 1901 و 2100: | أعضاء سلسلة اينكس بين عامي 1901 و 2100: |
| --------------------------------------- | --------------------------------------- | --------------------------------------- |
| 22 نوفمبر 1919 (ساروس 141)              | 1 نوفمبر 1948 (ساروس 142)               | 12 أكتوبر 1977 (ساروس 143)              |
| 22 سبتمبر 2006 (ساروس 144)              | 2 سبتمبر 2035 (ساروس 145)               | 12 أغسطس 2064 (ساروس 146)               |
| 23 يوليو 2093 (ساروس 147)               |                                         |                                         |

### سلسلة تريتوس
هذا الكسوف هو جزء من دورة تريتوس ، يتكرر عند العقد المتناوبة كل 135 شهرًا متزامنًا (≈ 3986.63 يومًا ، أو 11 عامًا ناقص شهر واحد). مظهرها وخط طولها غير منتظمين بسبب نقص التزامن مع الشهر غير الطبيعي (فترة الحضيض) ، لكن التجمعات المكونة من 3 دورات تريتوس (33 عامًا ناقص 3 أشهر) تقترب (≈ 434.044 شهرًا غير طبيعي) ، لذا فإن الكسوف متشابه في هذه التجمعات.[بحاجة لمصدر]
| أعضاء سلسلة تريتوس بين عامي 1901 و 2100 | أعضاء سلسلة تريتوس بين عامي 1901 و 2100 | أعضاء سلسلة تريتوس بين عامي 1901 و 2100 | أعضاء سلسلة تريتوس بين عامي 1901 و 2100 |
| --------------------------------------- | --------------------------------------- | --------------------------------------- | --------------------------------------- |
| 9 سبتمبر 1904 (ساروس 133)               | 10 أغسطس 1915 (ساروس 134)               | 9 يوليو 1926 (ساروس 135)                |                                         |
| 8 يونيو 1937 (ساروس 136)                | 9 مايو 1948 (ساروس 137)                 | 8 أبريل 1959 (ساروس 138)                |                                         |
| 7 مارس 1970 (ساروس 139)                 | 4 فبراير 1981 (ساروس 140)               | 4 يناير 1992 (ساروس 141)                |                                         |
| 4 ديسمبر 2002 (ساروس 142)               | 3 نوفمبر 2013 (ساروس 143)               | 2 أكتوبر 2024 (ساروس 144)               |                                         |
| 2 سبتمبر 2035 (ساروس 145)               | 2 أغسطس 2046 (ساروس 146)                | 1 يوليو 2057 (ساروس 147)                |                                         |
| 31 مايو 2068 (ساروس 148)                | 1 مايو 2079 (ساروس 149)                 | 31 مارس 2090 (ساروس 150)                |                                         |

## روابط خارجية
- www.solar-eclipse.de - متوسط التغطية السحابية والمدن على طول مسار الكسوف